# Tronville-en-Barrois
Tronville-en-Barrois é uma comuna francesa na região administrativa de Grande Leste, no departamento de Meuse. Estende-se por uma área de 12,64 km². Em 2010 a comuna tinha 1 425 habitantes (densidade: 112,7 hab./km²).